# 芦塚日出美
芦塚 日出美（あしづか ひでみ、1939年12月27日 - ）は、日本の電気技術者、実業家。九州電力代表取締役副社長や、九州通信ネットワーク代表取締役社長、博多座代表取締役社長、九州先端科学技術研究所理事長等を歴任した。

## 人物・経歴
長崎県諫早市出身。福岡県立修猷館高等学校を経て、1962年九州大学工学部電気工学科卒業、九州電力入社。上椎葉水力発電所、北九州支店電力課で計5年現場経験を積んだのち、、本社の工務部給電課に配属された。1973年フランス電力で研修。1982年九州電力本社企画部設備計画課長。1987年電気事業連合会に工務部長として出向。1992年九州電力大分支店長。1995年九州電力工務部長。1996年九州電力企画部長。九州電力取締役企画部長を経て、1999年九州電力常務取締役。2000年九州電力常務取締役電力輸送本部長。2002年九州電力常務取締役情報通信事業推進本部副本部長。2003年九州電力代表取締役副社長兼情報通信本部長。2007年から九州通信ネットワーク代表取締役社長を務め、経営再建にあたり、黒字化を達成した。2008年九州先端科学技術研究所理事長。2009年博多座代表取締役社長。2010年福岡市民ホールサービス代表取締役社長。2011年九州大学福岡同窓会会長。2018年旭日中綬章受章。